# Nélson Nunes
Nélson Nunes (São Paulo, SP, 28 de outubro de 1926  - São Paulo, SP, 31 de outubro de 2007), mais conhecido como Nelsinho, foi um ex-futebolista brasileiro que atuava como ponta-esquerda (atual atacante pelo lado esquerdo) e se consagrou atuando pelo Corinthians. Era sobrinho de dois grandes ídolos do Timão nos primeiros anos de existência: Neco e César Nunes.
Nelsinho chegou ao Parque São Jorge em 1947. De 1952 a 1954, esteve emprestado para alguns clubes de futebol do interior paulista, como o Associação Atlética São Bento (São Caetano do Sul). Mas, em 1955, já estava de volta ao Corinthians, onde permaneceria até 1957, quando se aposentou de futebol.
Durante toda a sua carreira, chegou a jogar ao lado de feras do futebol como Gylmar, Luizinho, Baltazar, Domingos da Guia e Cláudio. Nelsinho atuou com a camisa do Corinthians em 128 jogos (77 vitórias, 26 empates e 25 derrotas) e marcou 38 gols. Seu primeiro gol foi marcado na vitória de 5 a 1 sobre o Uberlândia em amistoso realizado no dia 17 de agosto de 1947.
Depois que encerrou a carreira, Nelsinho, que além de ponta-esquerda, também sabia atuar como meia, chegou a dar aulas de futebol nas escolinhas. Durante seus últimos anos de vida, viveu em Vila Guilherme, na zona norte de São Paulo. Faleceu no dia 31 de outubro de 2007, 3 dias após ter completado 81 anos de idade. Seu corpo foi velado no cemitério da Quarta Parada, no Tatuapé, na zona leste de São Paulo.

## Títulos
- Torneio Rio-São Paulo de 1950
- Campeonato Paulista de 1951
- Torneio Internacional Charles Miller de 1955
- Copa do Atlântico de Clubes de 1956